# Urechești (okręg Vrancea)
Urechești – wieś w Rumunii, w okręgu Vrancea, w gminie Urechești. W 2011 roku liczyła 2532
mieszkańców.